# Elite Football League of India 2012
La Elite Football League of India 2012 è stata la 1ª edizione dell'omonimo torneo di football americano.
Tutti gli incontri sono stati disputati al Sugathadasa Stadium di Colombo.

## Squadre partecipanti
| Club               | Città     | Stadio | Sponsor ufficiale | Risultato nella stagione 2011 |
| ------------------ | --------- | ------ | ----------------- | ----------------------------- |
| Bangalore Warhawks | Bangalore |        |                   |                               |
| Colombo Lions      | Colombo   |        |                   |                               |
| Delhi Defenders    | Delhi     |        |                   |                               |
| Kandy Skykings     | Kandy     |        |                   |                               |
| Kolkata Vipers     | Calcutta  |        |                   |                               |
| Mumbai Gladiators  | Mumbai    |        |                   |                               |
| Pakistan Wolfpak   | Peshawar  |        |                   |                               |
| Pune Marathas      | Pune      |        |                   |                               |

## Stagione regolare

### Calendario

#### 1ª giornata
| Colombo 22 settembre 2012, ore 8:30 | Bangalore Warhawks | 26 – 6 (7-6 8-0 8-0 3-0) referto | Pakistan Wolfpak | Sugathadasa Stadium |

| Colombo 23 settembre 2012, ore 8:30 | Pune Marathas | 31 – 7 (7-0 14-0 0-7 10-0) referto | Delhi Defenders | Sugathadasa Stadium |

| Colombo 24 settembre 2012, ore 20:30 | Kandy Skykings | 13 – 0 (0-0 7-0 6-0 0-0) referto | Kolkata Vipers | Sugathadasa Stadium |

| Colombo 25 settembre 2012, ore 20:30 | Mumbai Gladiators | 7 – 12 (0-6 0-0 0-0 7-6) referto | Colombo Lions | Sugathadasa Stadium |

#### 2ª giornata
| Colombo 29 settembre 2012, ore 8:30 | Pune Marathas | 16 – 6 (7-6 3-0 6-0 0-0) referto | Kolkata Vipers | Sugathadasa Stadium |

| Colombo 30 settembre 2012, ore 8:30 | Pakistan Wolfpak | 12 – 14 (0-7 6-0 0-0 6-7) referto | Mumbai Gladiators | Sugathadasa Stadium |

| Colombo 1º ottobre 2012, ore 20:30 | Bangalore Warhawks | 10 – 7 (0-0 0-7 0-0 10-0) referto | Colombo Lions | Sugathadasa Stadium |

| Colombo 2 ottobre 2012, ore 20:30 | Delhi Defenders | 43 – 6 (10-0 12-6 7-0 14-0) referto | Kandy Skykings | Sugathadasa Stadium |

#### 3ª giornata
| Colombo 6 ottobre 2012, ore 13:30 | Bangalore Warhawks | 7 – 10 (d.t.s.) (0-7 0-0 0-0 7-0 0-3) referto | Pune Marathas | Sugathadasa Stadium |

| Colombo 7 ottobre 2012, ore 13:30 | Kolkata Vipers | 6 – 26 (0-0 0-7 0-6 6-13) referto | Colombo Lions | Sugathadasa Stadium |

| Colombo 8 ottobre 2012, ore 20:30 | Pakistan Wolfpak | 0 – 21 (0-7 0-7 0-7 0-0) referto | Delhi Defenders | Sugathadasa Stadium |

| Colombo 9 ottobre 2012, ore 20:30 | Kandy Skykings | 3 – 11 (d.t.s.) (0-3 0-0 0-0 3-0 0-8) referto | Mumbai Gladiators | Sugathadasa Stadium |

#### 4ª giornata
| Colombo 13 ottobre 2012, ore 8:30 | Pune Marathas | 6 – 13 (0-6 6-0 0-0 0-7) referto | Mumbai Gladiators | Sugathadasa Stadium |

| Colombo 14 ottobre 2012, ore 11:30 | Pakistan Wolfpak | 14 – 3 (0-0 0-0 6-0 8-3) referto | Kolkata Vipers | Sugathadasa Stadium |

| Colombo 15 ottobre 2012, ore 20:30 | Bangalore Warhawks | 13 – 6 (7-0 0-0 0-6 6-0) referto | Kandy Skykings | Sugathadasa Stadium |

| Colombo 16 ottobre 2012, ore 20:30 | Delhi Defenders | 6 – 10 (0-0 0-7 0-3 6-0) referto | Colombo Lions | Sugathadasa Stadium |

#### 5ª giornata
| Colombo 2012 | Colombo Lions | - – - (annullata) | Pakistan Wolfpak | Sugathadasa Stadium |

| Colombo 20 ottobre 2012, ore 8:30 | Delhi Defenders | 7 – 0 (0-0 7-0 0-0 0-0) referto | Kolkata Vipers | Sugathadasa Stadium |

| Colombo 21 ottobre 2012, ore 8:30 | Bangalore Warhawks | 15 – 0 (6-0 0-0 0-0 9-0) | Mumbai Gladiators | Sugathadasa Stadium |

| Colombo 22 ottobre 2012, ore 8:30 | Pune Marathas | 19 – 0 (6-0 6-0 0-0 7-0) | Kandy Skykings | Sugathadasa Stadium |

#### 6ª giornata
| Colombo 27 ottobre 2012, ore 11:30 | Bangalore Warhawks | 28 – 0 (6-0 13-0 3-0 6-0) referto | Kolkata Vipers | Sugathadasa Stadium |

| Colombo 28 ottobre 2012, ore 11:30 | Pune Marathas | 6 – 9 (0-0 0-3 0-3 6-3) referto | Colombo Lions | Sugathadasa Stadium |

| Colombo 29 ottobre 2012, ore 12:30 | Delhi Defenders | 12 – 7 (6-0 0-7 6-0 0-0) referto | Mumbai Gladiators | Sugathadasa Stadium |

| Colombo 30 ottobre 2012, ore 12:30 | Pakistan Wolfpak | 6 – 27 (0-7 0-7 0-6 6-7) referto | Kandy Skykings | Sugathadasa Stadium |

### Classifiche
Le classifiche della regular season sono le seguenti:
- PCT = percentuale di vittorie, G = partite giocate, V = partite vinte,  P = partite perse, PF = punti fatti, PS = punti subiti

#### East Division
| Pos. | Squadra         | PCT  | G | V | N | P | PF | PS  |
| ---- | --------------- | ---- | - | - | - | - | -- | --- |
| 1    | Colombo Lions   | .800 | 5 | 4 | 0 | 1 | 64 | 35  |
| 2    | Delhi Defenders | .667 | 6 | 4 | 0 | 2 | 96 | 55  |
| 3    | Kandy Skykings  | .333 | 6 | 2 | 0 | 4 | 55 | 92  |
| 4    | Kolkata Vipers  | .000 | 6 | 0 | 0 | 6 | 15 | 104 |

#### West Division
| Pos. | Squadra            | PCT  | G | V | N | P | PF | PS |
| ---- | ------------------ | ---- | - | - | - | - | -- | -- |
| 1    | Pune Marathas      | .667 | 6 | 4 | 0 | 2 | 88 | 42 |
| 2    | Bangalore Warhawks | .667 | 6 | 4 | 0 | 2 | 84 | 44 |
| 3    | Mumbai Gladiators  | .667 | 6 | 4 | 0 | 2 | 67 | 45 |
| 4    | Pakistan Wolfpak   | .200 | 5 | 1 | 0 | 4 | 38 | 91 |

## Playoff

### Tabellone
|  | Semifinali | Semifinali         | Semifinali |               |    | I Elite Bowl    | I Elite Bowl | I Elite Bowl |  |
|  |            |                    |            |               |    |                 |              |              |  |
|  | 2E         | Delhi Defenders    | 22         |               |    |                 |              |              |  |
|  | 2E         | Delhi Defenders    | 22         |               |    |                 |              |              |  |
|  | 2W         | Bangalore Warhawks | 14 o.t.    |               |    |                 |              |              |  |
|  | 2W         | Bangalore Warhawks | 14 o.t.    |               | 2E | Delhi Defenders | 0            |              |  |
|  |            |                    |            |               | 2E | Delhi Defenders | 0            |              |  |
|  |            |                    | 1W         | Pune Marathas | 6  |                 |              |              |  |
|  | 1W         | Pune Marathas      | 1W         | Pune Marathas | 6  | 21              |              |              |  |
|  | 1W         | Pune Marathas      |            |               |    |                 |              |              |  |
|  | 1E         | Colombo Lions      | 7          |               |    |                 |              |              |  |

### Semifinali
| Colombo 3 novembre 2012, ore 20:30 | Delhi Defenders | 22 – 14 (d.t.s.) (6-6 0-0 0-0 8-8 8-0) referto | Bangalore Warhawks | Sugathadasa Stadium |

| Colombo 4 novembre 2012, ore 20:30 | Pune Marathas | 21 – 7 (7-0 7-7 0-0 7-0) referto | Colombo Lions | Sugathadasa Stadium |

### Elite Bowl I
| Colombo 10 novembre 2012, ore 22:30 | Delhi Defenders | 0 – 6 referto | Pune Marathas | Sugathadasa Stadium |

## Verdetti
- Pune Marathas Vincitori della Elite Football League of India 2012

## Passer rating
Mancano le statistiche dei Gladiators della 2ª giornata e quelle della finale.

La classifica tiene in considerazione soltanto i quarterback con almeno 10 lanci effettuati.
| Giocatore  | Sq.                | G   | Att   | Comp  | Int | Yds     | TD  | NFL    | NCAA   |
| ---------- | ------------------ | --- | ----- | ----- | --- | ------- | --- | ------ | ------ |
| V. Dinesh  | Pune Marathas      | 1   | 14    | 9     | 0   | 124     | 1   | 116,37 | 162,26 |
| J. Shetty  | Bangalore Warhawks | 5+1 | 48+14 | 29+7  | 1+0 | 395+85  | 3+1 | 97,51  | 141,16 |
| D. Kumar   | Pune Marathas      | 5+1 | 57+17 | 35+10 | 1+2 | 404+160 | 2+1 | 81,14  | 130,10 |
| M. Sharma  | Delhi Defenders    | 6+1 | 68+16 | 37+11 | 3+1 | 436+39  | 5+1 | 77,23  | 118,69 |
| Z. Hamid   | Colombo Lions      | 4+1 | 30+6  | 21+1  | 0+1 | 173+17  | 0+0 | 63,43  | 99,89  |
| R. Banda   | Kolkata Vipers     | 6   | 71    | 35    | 6   | 431     | 2   | 42,63  | 92,68  |
| J. Nawaz   | Pakistan Wolfpak   | 5   | 61    | 22    | 3   | 346     | 3   | 51,67  | 90,10  |
| V. Kelekar | Mumbai Gladiators  | 4   | 41    | 20    | 3   | 242     | 0   | 36,84  | 83,73  |
| K. Konara  | Kandy Skykings     | 6   | 47    | 20    | 6   | 226     | 3   | 39,27  | 78,48  |
| A. Rathod  | Mumbai Gladiators  | 3   | 33    | 12    | 2   | 166     | 0   | 28,09  | 66,50  |
| G. Singh   | Bangalore Warhawks | 4   | 17    | 11    | 0   | 141     | 0   | 90,56  | 134,38 |
| S. Bandara | Colombo Lions      | 3   | 11    | 2     | 2   | 16      | 0   | 0,00   | -5,96  |

- Miglior QB della stagione regolare: V. Dinesh ( Pune Marathas), 162,26
- Miglior QB dei playoff: D. Kumar ( Pune Marathas), 133,76
- Miglior QB della stagione: V. Dinesh ( Pune Marathas), 162,26